# ロゼワイン

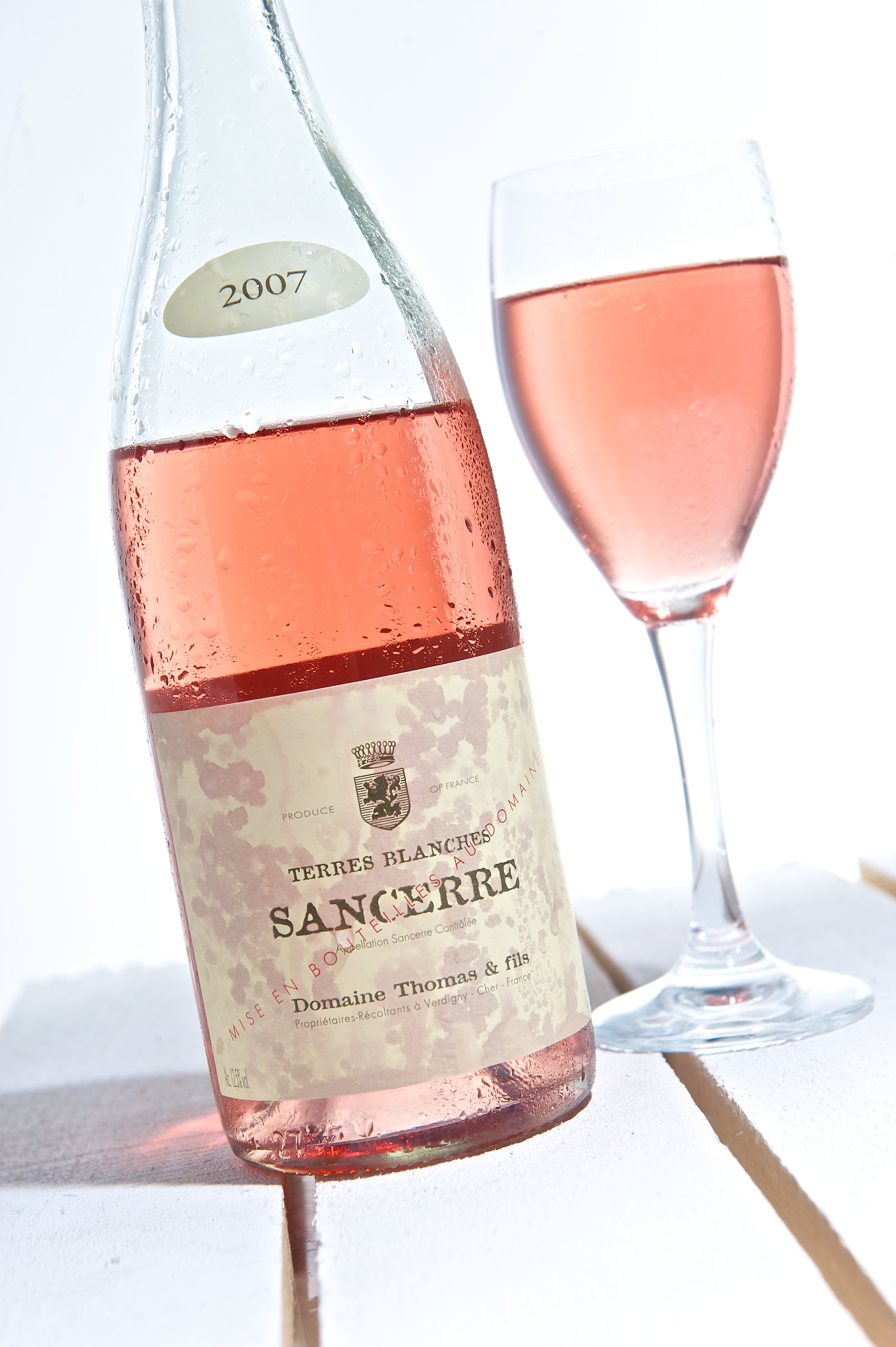
ロゼワイン

ロゼワイン（仏: vin rosé ヴァン・ロゼ）は、ピンク色のワインのことである。
「ロゼ」はフランス語で「バラ色」の意味で、少しオレンジがかった濃いピンクを指す。ロゼワインには「玉ねぎの皮のような」と表現される明るい色から淡い朱、紫がかった濃いピンクなど、様々な色合いのものがある。ごく淡いピンクのワインは、英語で blush と呼ばれることもある。

## 製造法
初期の赤ワインは、現在のロゼに近かったと考えられている。現在は色を濃くする技術が発達している。
マセレーション法（浸漬法）
最も一般的な製造法で、果皮や種子、果梗を果汁（ムスト）に浸漬させる赤ワインと同様の手順で発酵を開始し、適当に着色した時点で分離する（除梗）。
セニエ法（血抜き法）
赤ワインの凝縮感を高めるため、発酵開始後に果汁の一部を抜き取る手法で、抜き取った果汁を原料とする。
直接圧搾法
圧搾時に、黒ブドウ果皮の色素で果汁を着色する。白ワインの圧搾法と同じ手法。
混醸法
黒ブドウと白ブドウの果汁を混合使用し、白ワインと同様の手順で発酵させる。昔のボルドーワイン（クラレット）の製造法。
シャンパーニュAOCの例外
EUの規定などによって、赤ワインと白ワインを混ぜてロゼとする事は一般に禁じられている。しかしながらシャンパーニュに限ってはこの方法が許可されており、ロゼのシャンパンが作られている。少数ながら非発泡のロゼワインも生産されている。

## 熟成・風味
一般に長期熟成は行われない。ロゼワインは新鮮なフルーツの香りが残るさっぱりした味わいのものが多い。味は辛口から甘口のものまであり、よく冷やして白ワインに近い温度で飲まれる。

## 世界のロゼワイン

### フランス
ロゼワインは、フランスでは、夏の風物詩である。夏になると店頭に多く並ぶ。赤ワインや白ワインと比べ安価なものが多い。
フランスのロゼワインで有名なのは、コード・デュ・ローヌのタヴェル（Tavel）である。濃いオレンジがかったピンクの辛口で、ロゼワインの中ではこくがある方である。
ロワール地方のロゼ・ダンジュー（アンジュー・ロゼ）は、明るいピンクでほんのりと甘い。カベルネ・フラン種で作られる辛口のカベルネ・ダンジューもある。
AOCを持つ栽培地域で最もロゼの生産量が多いのはプロヴァンスである。コート・ダジュールと呼ばれるこの地方の海岸は、避暑地として有名であるが、プロヴァンスのロゼは価格も安くさっぱりした味わいのため、「ヴァカンスのワイン」と呼ぶ人もいる。バンドール（Bandol）、ベレ（Bellet）、パレット（Palette）などの村名のついた高級ロゼワインもあるが、生産量は非常に少ない。
ボルドー、ブルゴーニュでもロゼワインは作られており、それぞれボルドー・ロゼ、ブルゴーニュ・ロゼのAOCが存在する。また、それ以外の格付けで作られるロゼワインも存在する（マルサネのロゼ等）。
シャンパーニュにも生産量は少ないが、ロゼがある。シャンペンは祝儀に使われることが多く、いっそうそれに華やかな雰囲気を演出するため、ロゼの需要が多い。

### ポルトガル
ポルトガルの「マテウス・ロゼ」（Mateus Rosé）は単一銘柄としては世界で最も売れているワインで、日本でも以前から「入門用」ワインとして知られている。淡いピンクで軽い甘口、平たい瓶に入ったワインである。ただし、ポルトガルでは、ロゼはすべて“Vinho de Mesa”という最下級のワインとされており、上級・高級品はすべて赤か白である。

### アメリカ
アメリカでは、ロゼワインはブドウ品種の前に「ホワイト」をつけて呼ぶこともある（例：ホワイト・メルロー）。
アメリカのロゼワインで一般的なのは、ジンファンデルを使用した「ホワイト・ジンファンデル」である。